# Saint-Honoré (Senna Marittima)
Saint-Honoré è un comune francese di 174 abitanti situato nel dipartimento della Senna Marittima nella regione della Normandia.

## Società

### Evoluzione demografica
Abitanti censiti